# الغواصة الألمانية يو-188
غواصة يو-188 غواصة يو بوت ألمانية من الفئة التاسعة سي/40 بنيت لسلاح بحرية ألمانيا النازية كريغسمارينه، في أحواض بناء السفن والآلات الألمانية وإيه جي فيزر في بريمن خلال الحرب العالمية الثانية. أبحرت يو -188 في 30 يونيو 1943 وأغرقت سفينة الحرية الأمريكية كورنيليا ب. سبينسر التي يبلغ وزنها 7200 طن قبل أن تصل إلى بينانغ في 31 أكتوبر.